# Montblanc, Katalonien
Montblanc är en kommun i Spanien.   Den ligger i provinsen Província de Tarragona och regionen Katalonien, i den östra delen av landet, 400 km öster om huvudstaden Madrid. Antalet invånare är 7 356. Arean är 91 kvadratkilometer. Montblanc gränsar till Vilaverd, Vimbodí i Poblet, L'Espluga de Francolí, Blancafort, Pira, Barberà de la Conca, Mont-ral, La Riba, Valls och Figuerola del Camp. 
Terrängen i Montblanc är kuperad.